# Athīna Papafōtiou
Athīna Papafōtiou (in greco Αθηνά Παπαφωτίου?; Atene, 23 agosto 1989) è una pallavolista greca, palleggiatrice del Panathīnaïkos.

## Carriera

### Club
La carriera di Athīna Papafōtiou comincia nella categorie minori nel campionato greco, giocando per l'Īlysiakos e in seguito con l'Agia Paraskevī. Fa il suo esordio da professionista in A1 Ethnikī nel campionato 2009-10 con il Paniōnios.
Nella stagione 2010-2011 approda tra le file del Panathīnaïkos, con cui conquista lo scudetto, e nella stagione seguente viene ingaggiata dall'AEK Atene, sempre nella massima divisione greca, con cui resta per tre annate, vincendo lo scudetto 2011-12 e la Supercoppa greca 2012.
Nella stagione 2014-15 si trasferisce in Germania al MTV Stoccarda, in 1. Bundesliga, conquistando la coppa nazionale, mentre in quella seguente si accasa all'ASPTT Mulhouse, in Ligue A, dove resta per due annate, conquistando il successo nel campionato 2016-17.
Per l'annata 2017-18 è nella squadra italiana dell'Imoco, in Serie A1, che però lascia nel mese di marzo, terminando l'annata in Polonia con l'ŁKS, in Liga Siatkówki Kobiet; nell'annata successiva torna al club di Mulhouse, sempre in Ligue A, venendo premiata al termine del campionato come miglior giocatrice, oltre che come miglior palleggiatrice.
Nella stagione 2019-20 è nuovamente in Serie A1, questa volta per vestire la maglia del Filottrano, mentre in quella seguente fa ritorno al club di Stoccarda. Nell'annata 2021-22 è nuovamente in patria, tornando a vestire la maglia del Panathīnaïkos, in Volley League, dove centra la vittoria sia in Coppa di Grecia che in campionato. La stagione successiva è di nuovo protagonista con le verdi, vincendo il campionato ed ottenendo i premi di miglior palleggiatrice e di MVP.

### Nazionale
Nel 2011 ottiene le prime convocazioni nella nazionale greca.

## Palmarès

### Club
- Campionato greco: 4

2010-11, 2011-12, 2021-22, 2022-23
- Campionato francese: 1

2016-17
- Coppa di Germania: 1

2014-15
- Coppa di Grecia: 1

2021-22
- Supercoppa greca: 1

2012

### Premi individuali
- 2016 - Ligue A: Miglior palleggiatrice
- 2017 - Ligue A: Miglior palleggiatrice
- 2019 - Ligue A: Miglior palleggiatrice
- 2019 - Ligue A: MVP
- 2023 - Volley League: MVP
- 2023 - Volley League: Miglior palleggiatrice